# Ardooie
Ardooie är en kommun i Belgien.   Den ligger i provinsen Västflandern och regionen Flandern, i den västra delen av landet, 80 kilometer väster om huvudstaden Bryssel. Antalet invånare är 9 091.
Trakten runt Ardooie består till största delen av jordbruksmark. Runt Ardooie är det tätbefolkat, med 511 invånare per kvadratkilometer.